# Saragossa

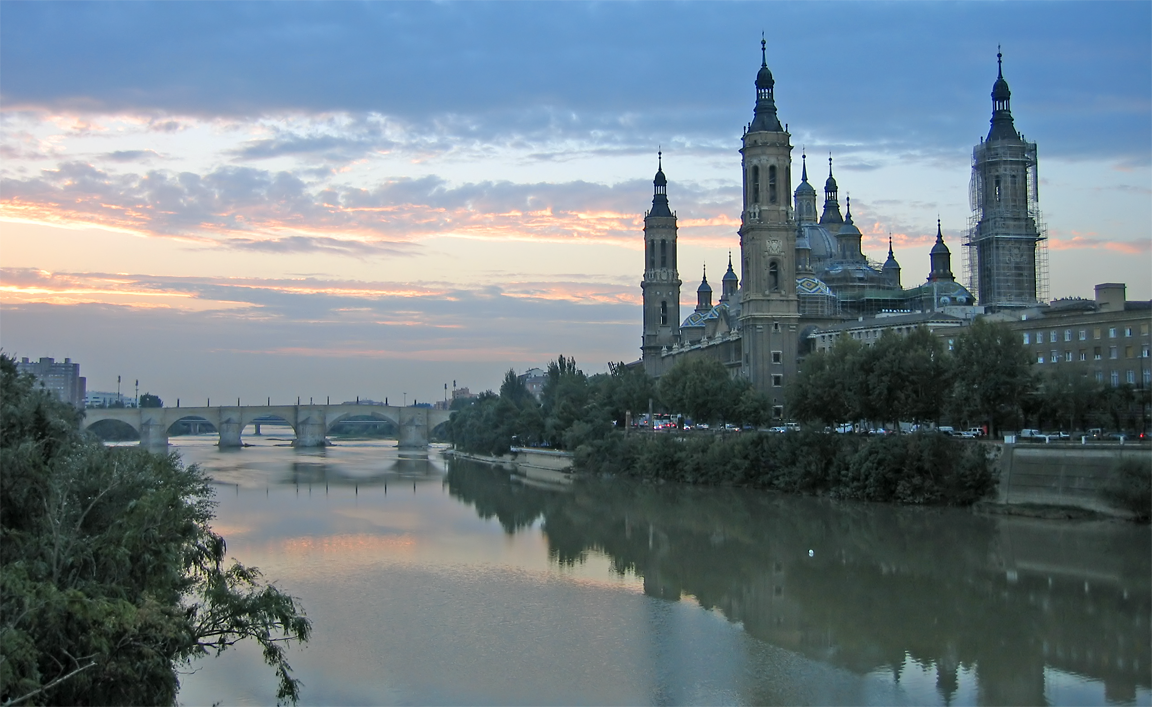
Bazylika Nuestra Señora del Pilar

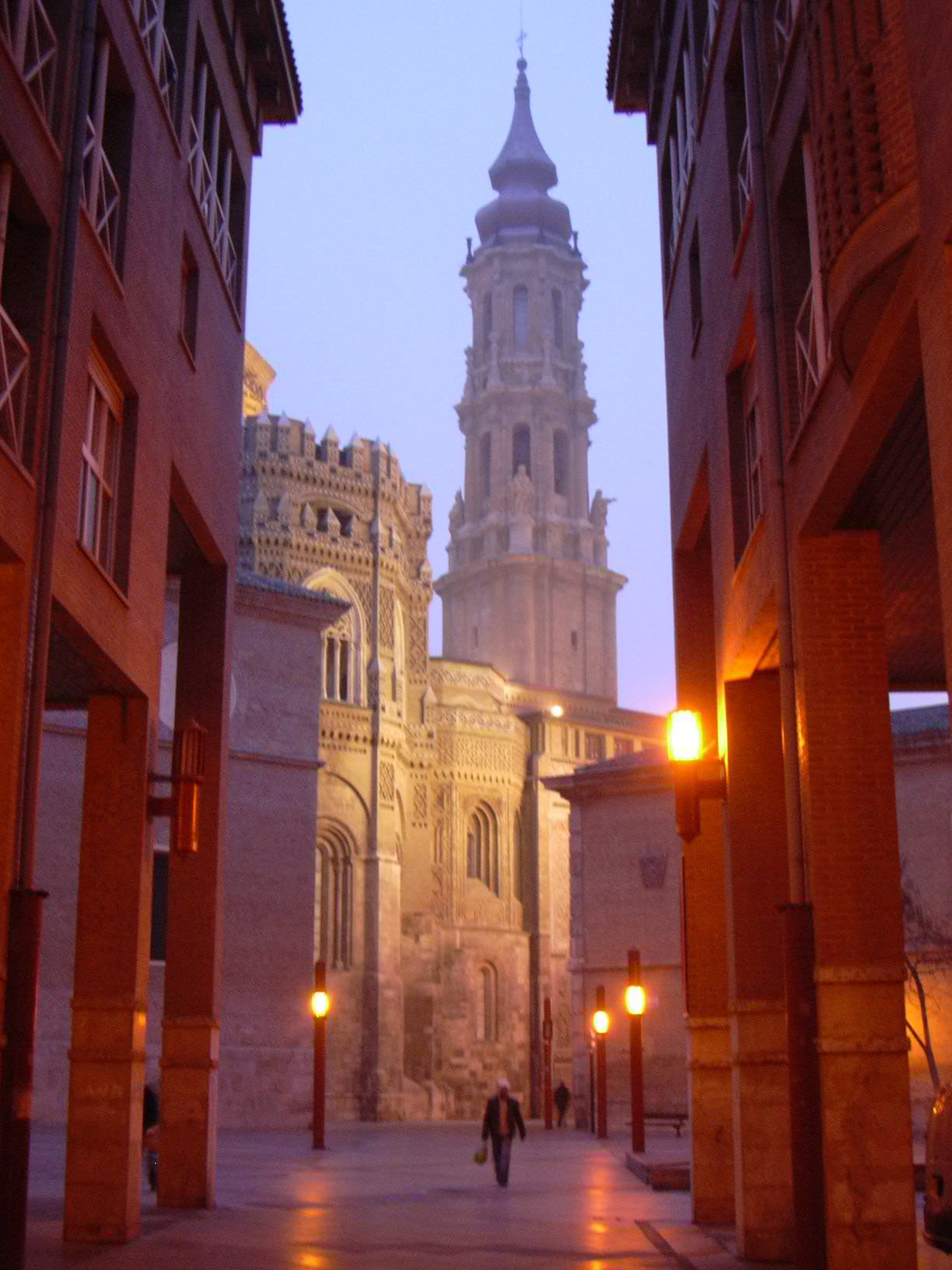
Katedra „La Seo” nocą

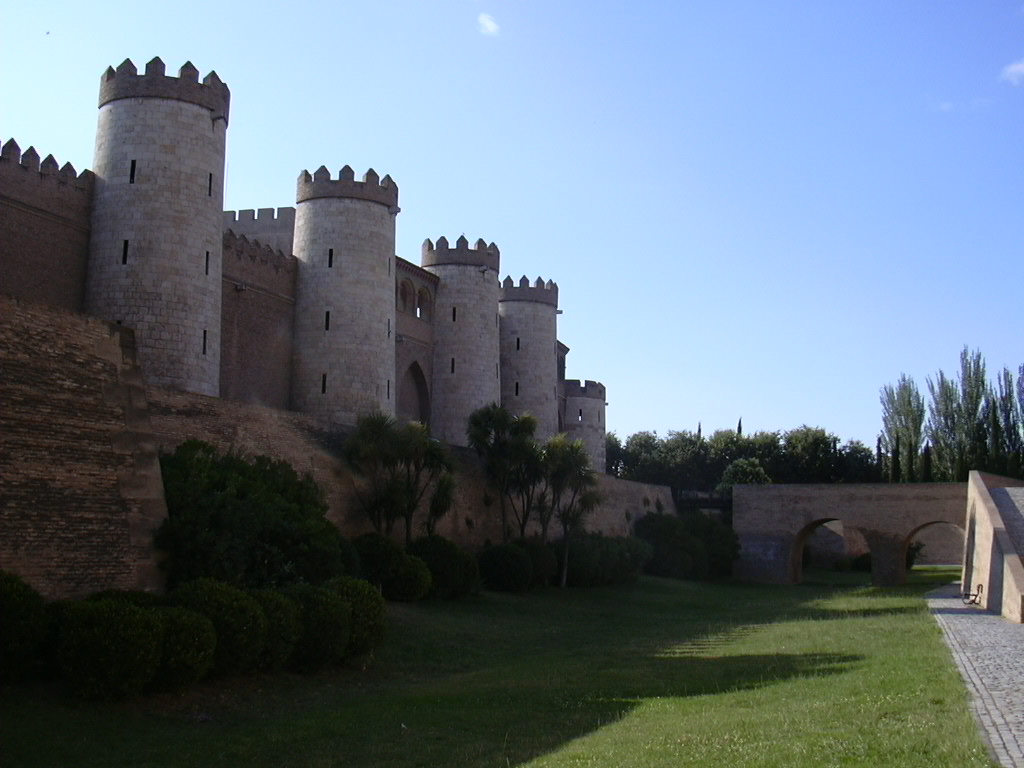
El Palacio de La Aljafería

Saragossa (hiszp. Zaragoza) – miasto w północno-wschodniej Hiszpanii, w środkowym biegu Ebro. Stolica Aragonii, znana z mauretańskiego pałacu i barokowej katedry.

## Etymologia
Obecna nazwa miasta pochodzi od rzymskiej Caesaraugusta, na cześć Oktawiana Augusta. Następnie po podbojach muzułmańskich nazwa została zniekształcona jako Saraqusta, by w końcu w języku hiszpańskim zostać najpierw Saragosą, a potem Zaragozą.

## Historia
- Osada założona przez Iberów o.k. 25 r. p.n.e. (Salduba), później kolonia rzymska (Caesaraugusta)
- Od V w. zajmowana kolejno przez Wandalów, Swewów i Wizygotów
- Od 714 w rękach Maurów, w 778 oblegana przez Karola Wielkiego[2]
- Od 1039 stolica państwa muzułmańskiego, którym władała dynastia Beni-Kasim. Miasto było wówczas przystanią naukowców i poetów. Chrześcijański bohater Cyd (El Cid) walczył od 1085 przez pięć lat, jako najemny dowódca wojsk mauretańskich, odnosząc wiele zwycięstw w wojnach przeciwko chrześcijanom
- W 1118 zdobyta przez Alfonsa I Walecznego i ustanowiona stolicą Aragonii aż do zjednoczenia z Kastylią przez małżeństwo Ferdynanda Aragońskiego z Izabelą Kastylijską w 1479
- Od 1318 siedziba arcybiskupa
- XIV–XVI wiek – ważny ośrodek handlowy i przyspieszony rozwój miasta
- W 1474 założenie uniwersytetu
- W 1529 układ hiszpańsko-portugalski o podziale stref wpływów na półkuli wschodniej (Filipiny/Moluki) – dopełnienie traktatu z 1494 z Tordesillas
- 1710 bitwa pod Saragossą w trakcie hiszpańskiej wojny sukcesyjnej – w jej wyniku możliwe było zajęcie opuszczonego Madrytu przez arcyksięcia Karola VI Habsburga
- W latach 1808 i 1809 dwukrotnie oblegana i po niezwykle zaciętej obronie pod dowództwem generała José de Palafoxa zdobyta przez wojska napoleońskie. U boku Francuzów walczyły oddziały polskiej Legii Nadwiślańskiej pod dowództwem J. Chłopickiego
- W czasie hiszpańskiej wojny domowej 1936-39 opanowana przez wojska generała Franco (w sierpniu i wrześniu 1937 operacja zaczepna wojsk republikańskich, w której wyróżniła się polska XIII Brygada im. Jarosława Dąbrowskiego; głównych celów, tj. zdobycia Saragossy i odciążenia Frontu Północnego, nie osiągnięto)
- Expo 2008 poświęcone wodzie i zrównoważonemu rozwojowi

## Zabytki
- Nuestra Señora del Pilar – bazylika o czterech wieżach i jedenastu kopułach, zbudowana na przełomie XVII/XVIII w. We wnętrzu znajduje się ołtarz z ozdobną galeryjką i kaplica z figurą Najśw. Marii Panny na Kolumnie (El Pilar). Ukazała się podobno św. Jakubowi w 40 r[potrzebny przypis]. Na suficie freski Goi. Katedra jest celem wielu pielgrzymek, szczególnie połączonych z Fiesta de la Raza, uroczystościami przypominającymi odkrycie Ameryki (12 października).
- La Catedral del Salvador (La Seo) – stara katedra, jej budowę rozpoczęto w XII w. a zakończono w XVII w. Wskutek długiego okresu budowy dostrzega się wiele stylów: od gotyku i mauretańskiego do baroku. We wnętrzu piękna krata w prezbiterium oraz gotyckie stalle. Wśród rzeźb głównego ołtarza widnieją postacie Krzyżaków.
- La Lonja – giełda, renesansowa budowla z XVI w. Wewnątrz wspaniałe reliefy i ornamenty kamienne. W architekturze budynku widać wpływy florenckie.
- Aljafería – alkazar z XI wieku, znacznie przebudowany w następnych stuleciach. Zachowały się mauretański dziedziniec, meczet, pałac królów katolickich. Siedziba Las Cortes de Aragón - Kortezów Aragonii (lokalny parlament). Najokazalszy obiekt mauretański poza Andaluzją.
- Puente de Piedra – siedmiołukowy most nad rzeką Ebro (z XV wieku)
- ruiny rzymskie - z rzymskiego okresu dziejów miasta zachowały się resztki murów, teatru, łaźni, forum oraz portu rzecznego.
- Alma Mater Museum – muzeum diecezjalne mieszczące się w pałacu biskupim

## Demografia
Według danych hiszpańskiego Ministerstwa Rozwoju tzw. Wielki Zespół Miejski Zaragozy (hiszp. Grande Área Urbana) ma 746 152 mieszkańców na powierzchni 2295 km², w latach 2001–2011 nastąpił wzrost ludności o 95 031 osób, co stanowi wzrost o 14.6%.
Rozwój populacji centrum administracyjnego Saragossy (1842–2011)

## Klimat
| Miesiąc | Sty  | Lut  | Mar  | Kwi  | Maj  | Cze  | Lip  | Sie  | Wrz  | Paź  | Lis  | Gru  | Roczna |
| --- | ---- | ---- | ---- | ---- | ---- | ---- | ---- | ---- | ---- | ---- | ---- | ---- | ------ |
| Średnie temperatury w dzień [°C]                                                                                   | 10.5 | 13.1 | 17.3 | 19.6 | 24.1 | 29.3 | 32.4 | 31.7 | 27.1 | 21.4 | 14.8 | 10.8 | 21,0   |
| Średnie dobowe temperatury [°C]                                                                                    | 6.6  | 8.2  | 11.6 | 13.8 | 18.0 | 22.6 | 25.3 | 25.0 | 21.2 | 16.2 | 10.6 | 7.0  | 15,5   |
| Średnie temperatury w nocy [°C]                                                                                    | 2.7  | 3.3  | 5.8  | 7.9  | 11.8 | 15.8 | 18.3 | 18.3 | 15.2 | 11.0 | 6.3  | 3.2  | 10,0   |
| Opady [mm] | 21   | 22   | 19   | 39   | 44   | 26   | 17   | 17   | 30   | 36   | 30   | 21   | 322    |
| Średnia liczba dni z opadami                                                                                       | 4.0  | 3.9  | 3.7  | 5.7  | 6.4  | 4.0  | 2.6  | 2.3  | 3.2  | 5.4  | 5.1  | 4.8  | 51,1   |
| Wilgotność [%] | 75   | 67   | 59   | 57   | 54   | 49   | 47   | 51   | 57   | 67   | 73   | 76   | 61     |
| Średnie usłonecznienie [h]                                                                                         | 131  | 165  | 217  | 226  | 274  | 307  | 348  | 315  | 243  | 195  | 148  | 124  | 2694   |
| Źródło: Agencia Estatal de Meteorología (liczba dni z opadami dla wartości 1 mm, wysokość 249 m n.p.m., 1981–2010) |      |      |      |      |      |      |      |      |      |      |      |      |        |

## Gospodarka
Ośrodek przemysłowy, handlowy, naukowy, kulturalny i turystyczny. Fabryka koncernu Opel zatrudniająca 6700 osób, w której produkowane są modele Corsa, Meriva i Combo.
16 km na zachód od Saragossy znajduje się port lotniczy Saragossa (IATA: ZAZ, ICAO: LEZG), który służy jako lotnisko cywilne i baza Hiszpańskich Sił Powietrznych. Lotnisko było wykorzystywane przez NASA jako lądowisko awaryjne dla promów kosmicznych w przypadku TAL (Transoceanic Abort Landing).

## Wystawa Światowa 2008
W Saragossie w dniach 14.06.2008–14.09.2008 odbywała się Wystawa Światowa Expo Zaragoza 2008. Dzięki organizacji wystawy Saragossa zyskała nowoczesną infrastrukturę i prestiż. Pojawiły się jednak również głosy krytyki: przed Expo 2008 znacznie wzrosły ceny nieruchomości, a w zakolu rzeki, w którym usytuowano tereny wystawowe, wycięto wiele drzew .

## Urodzeni w Saragossie
- Eva Bes – hiszpańska tenisistka
- Salma Paralluelo – hiszpańska piłkarka.

## Miasta partnerskie
- Dalian, Chiny
- Campinas, Brazylia
- Córdoba, Argentyna
- Pau, Francja
- Skopje, Macedonia Północna
- Biarritz, Francja
- Móstoles, Hiszpania
- Betlejem, Palestyna
- León, Nikaragua
- La Plata, Argentyna
- Zaragoza, Gwatemala
- Tijuana, Meksyk
- Ponce, Portoryko
- Coimbra, Portugalia
- Zamboanga, Filipiny
- Kioto, Japonia